# Isabelle Pandazopoulos
Isabelle Pandazopoulos, née à la couronne parisienne en 1968, est une autrice de littérature jeunesse française. 

## Biographie
Isabelle Pandazopoulos a été professeure de lettres, puis elle devient autrice à plein temps. Elle a enseigné notamment en ZEP et auprès d'enfants en situation de handicap. 
Elle a publié plusieurs romans pour adolescents ou jeunes adultes, et elle a adapté des textes de la mythologie. 
La Décision, en 2013, se penche sur la grossesse non voulue d'une adolescente.
En 2014, Jean-Xavier de Lestrade, dans sa  mini-série 3 x Manon, s'est inspiré de Isabelle Pandazopoulos pour créer le personnage de l'enseignante qui aide les adolescents.
En 2016 est publié Double Faute, se déroulant dans le milieu du tennis, avec l'histoire « d’un tout jeune homme, Ulysse, empêtré dans son amour-rivalité avec son frère, de quelques mois son aîné, et la haine de son père, à l’origine d’un drame qui a fait exploser la famille », selon l'avis critique de Michel Abescat dans Télérama.
Son roman Trois filles en colère, publié en 2017, qui évoque la vie de trois jeunes filles européennes à l'aube de 1968, a été sélectionné pour la deuxième édition du Prix Vendredi (prix national de littérature ado) en 2018.
Le roman Demandez-leur la lune, paru en 2020, aborde le parcours de quatre adolescents en décrochage scolaire inscrits par leur professeur de Lettres à un concours d'éloquence. ¨Pour l'avis critique de Télérama : « d'une histoire toute simple, Isabelle Pandazopoulos a fait une aventure au souffle tumultueux, un récit d’une puissance bouleversante. Plein de rage, d’urgence et de colère. De sincérité, de justesse et d’espoir aussi ». 
L'année suivante, elle publie Parler comme tu respires.
En 2022 paraît L'Honneur de Zakarya. Pour La Revue des livres pour enfants : « Un roman fort sur l'injustice sociale, sur ceux qui ne sont pas nés du bon côté de la barrière. Une écriture subtile, pleine d'ellipses, à l'instar du parcours du personnage principal. Un roman vraiment noir, percutant, dont on sort secoué ». Pour Télérama : « Une fois encore, Isabelle Pandazopoulos trouve les mots, la justesse millimétrée des voix, le rythme et la pulsation romanesques, pour dire, si bien, les émotions des premières fois adolescentes, l’amour inconditionnel d’une mère qui n’a jamais cessé de payer le prix de sa liberté, la fougue contrariée d’une jeune avocate. Et la fragilité explosive d’un jeune homme pris dans un passé en forme de toile d’araignée, muré dans le silence ».

## Publications

### Romans jeunesse
- Kostas et Djamila, Nantes, L'Escarbille, coll. « Premiers romans », 12 juillet 2006, 156 p. (ISBN 978-2-913399-14-3)
- On s'est juste embrassés, Paris, éditions Gallimard, coll. « Scripto », 2009, 160 p. (ISBN 978-2-07-510902-4) ; et rééd.
- La Décision, Paris, éditions Gallimard, coll. « Scripto », janvier 2013, 245 p. (ISBN 978-2-07-064796-5)
- Double Faute[4],[5], Paris, éditions Gallimard, coll. « Scripto », 14 novembre 2016, 200 p. (ISBN 978-2-07-060120-2)
- Trois Filles en colère[6], Paris, éditions Gallimard, coll. « Scripto », 26 octobre 2017, 329 p. (ISBN 978-2-07-508915-9)
- Demandez-leur la lune[9],[10], Paris, éditions Gallimard, coll. « Scripto », 16 janvier 2020, 347 p. (ISBN 978-2-07-513728-7)
- Parler comme tu respires, Paris, Rageot Éditeur, 6 janvier 2021, 320 p.  (ISBN 9782700275414)
- L'Honneur de Zakarya[11],[12], coll. « Scripto », Gallimard, 2022  (ISBN 9782075169943)
- Sasha et le cheval ailé, Rageot, 2023

### Ouvrages autour de la mythologie (liste non exhaustive)
- Série Héroïnes de la mythologie,  illustrée par Gazhole, Gallimard
  - Pénélope : la femme aux mille ruses, 2021
  -  Athéna : la combative, 2021
  -  Ariane : l'astucieuse, 2022
  - Déméter : l'indomptable , 2022

## Prix et distinctions
- Prix Ados en colère 2011[13] pour On s’est juste embrassés
- Prix Sainte-Beuve des Collégiens 2015[14] pour La Décision
- Finaliste Prix Vendredi 2018[15] pour Trois filles en colère
- Prix des Dévoreurs de livres 2021[16] pour Demandez-leur la lune
- Finaliste Prix Vendredi 2021[17] pour Parler comme tu respires
- Prix littéraire Jeunes Adultes 2022[18] du festival Livr'à Vannes pour Parler comme tu respires
- Sélection Prix A-Fictionados 2022[19] pour Parler comme tu respires
- Prix Chateaubriand des Collégiens 2022[20] pour Pénélope, la femme aux mille ruses
- Finaliste Prix Vendredi 2022[21] pour L’Honneur de Zakarya